# Équipe du Cap-Vert de football à la Coupe d'Afrique des nations 2021
L’équipe du Cap-Vert de football participe à la Coupe d'Afrique des nations 2021 organisée au Cameroun du 9 janvier au 6 février 2022. Il s'agit de la 3e participation des cap-verdiens. Ils sont éliminés en huitième de finale par le Sénégal (0-2).

## Qualifications
Le Cap-Vert se qualifie en prenant la deuxième place du groupe F de qualification.
| Rang | Équipe     | Pts | J | G | N | P | Bp | Bc | Diff |  | Résultats (▼ dom., ► ext.) |     |     |     |     |
| ---- | ---------- | --- | - | - | - | - | -- | -- | ---- |  | -------------------------- | --- | --- | --- | --- |
| 1    | Cameroun   | 11  | 6 | 3 | 2 | 1 | 8  | 4  | +4   |  | Cameroun                   |     | 0-0 | 0-0 | 4-1 |
| 2    | Cap-Vert   | 10  | 6 | 2 | 4 | 0 | 6  | 3  | +3   |  | Cap-Vert                   | 3-1 |     | 0-0 | 2-2 |
| 3    | Rwanda     | 6   | 6 | 1 | 3 | 2 | 1  | 3  | -2   |  | Rwanda                     | 0-1 | 0-0 |     | 1-0 |
| 4    | Mozambique | 4   | 6 | 1 | 1 | 4 | 5  | 10 | -5   |  | Mozambique                 | 0-2 | 0-1 | 2-0 |     |

| 1re journée                  | Cameroun | 0 - 0   | Cap-Vert |                               |                               |
| 13 novembre 2019 17h00 UTC+1 |          | (0 - 0) |          | Stade Ahmadou-Ahidjo, Yaoundé | Stade Ahmadou-Ahidjo, Yaoundé |

| 2e journée                   | Cap-Vert                  | 2 - 2   | Mozambique             |                                   |                                   |
| 18 novembre 2019 15h00 UTC-1 | Rodrigues 6e · Mendes 57e | (1 - 1) | 18e Mexer · 90+2e Witi | Stade national du Cap-Vert, Praia | Stade national du Cap-Vert, Praia |

| 3e journée       | Cap-Vert | 0 - 0   | Rwanda |  |  |
| 12 novembre 2020 |          | (0 - 0) |        |  |  |

| 4e journée       | Rwanda | 0 - 0   | Cap-Vert |  |  |
| 17 novembre 2020 |        | (0 - 0) |          |  |  |

| 5e journée   | Cap-Vert                              | 3 - 1   | Cameroun         |                                                                    |                                                                    |
| 22 mars 2021 | Kuca 25e Bagnack 59e (csc) Mendes 69e | (1 - 1) | Kunde Malong 14e | Estádio Nacional de Cabo Verde, Praia Arbitrage : Lahlou Benbraham | Estádio Nacional de Cabo Verde, Praia Arbitrage : Lahlou Benbraham |

| 6e journée   | Mozambique | 0 - 1   | Cap-Vert         |                                                                     |                                                                     |
| 29 mars 2021 |            | (0 - 0) | 58e (csc) Bangal | Stade national de Maputo, Maputo Arbitrage : Messie Jessie Nkounkou | Stade national de Maputo, Maputo Arbitrage : Messie Jessie Nkounkou |

### Statistiques

#### Buteurs
| Buts | Joueurs               |
| ---- | --------------------- |
| 2    | Ryan Mendes           |
| 1    | Garry Rodrigues, Kuca |

## Préparation
Le Cap-Vert devait disputer un match amical face au Maroc le 31 décembre 2021. Il est annulé en raison du test positif de Stopira au covid-19. Les joueurs arrivent à Yaoundé le 5 janvier 2022.

## Compétition

### Tirage au sort
Le tirage au sort de la CAN 2021 est effectué le 17 août 2021 à Yaoundé. Le Cap-Vert, 77e nation au classement FIFA, est placé dans le chapeau 3. Le tirage place les cap-verdiens dans le groupe A, avec le Cameroun (chapeau 1 en tant que pays-hôte, 54e au classement FIFA), le Burkina Faso (chapeau 2, 62e)  et l'Éthiopie (chapeau 4, 137e).

### Effectif
Bubista annonce une première liste de 26 joueurs le 24 décembre 2021. Il la complète le 4 janvier avec Elber Evora et Delmiro.

### Premier tour
Le Cap-Vert remporte son premier match face à l'Ethiopie, rapidement réduite à dix après l'expulsion de Yared Bayeh à la 12e minute de jeu (1-0). Il s'incline ensuite contre le Burkina Faso (0-1). Lors de la dernière rencontre, le Cap-Vert tient tête au Cameroun, pays-hôte, et obtient un match nul (1-1) qui lui permet de conserver la troisième place du groupe.
| Rang | Équipe       | Pts | J | G | N | P | Bp | Bc | Diff |  | Résultats (▼ dom., ► ext.) |  |     |     |     |
| ---- | ------------ | --- | - | - | - | - | -- | -- | ---- |  | -------------------------- |  | --- | --- | --- |
| 1    | Cameroun     | 7   | 3 | 2 | 1 | 0 | 7  | 3  | +4   |  | Cameroun                   |  | 2-1 | 1-1 | 4-1 |
| 2    | Burkina Faso | 4   | 3 | 1 | 1 | 1 | 3  | 3  | 0    |  | Burkina Faso               |  |     | 1-0 | 1-1 |
| 3    | Cap-Vert     | 4   | 3 | 1 | 1 | 1 | 2  | 2  | 0    |  | Cap-Vert                   |  |     |     | 1-0 |
| 4    | Éthiopie     | 1   | 3 | 0 | 1 | 2 | 2  | 6  | -4   |  | Éthiopie                   |  |     |     |     |

     Équipe qualifiée ou victorieuse; Pts = points; J = joués; G = gagnés; N = nuls; P = perdus;
Bp = buts pour; Bc = buts contre; Diff = différence de buts
| Match 2                  | Éthiopie                   | 0 - 1   | Cap-Vert      | Stade de football d'Olembe, Yaoundé                                   |                                                                       |
| 9 janvier 2022 20h00 WAT |                            | (0 - 1) | 45+1e Tavares | Arbitrage : Hélder Martins de Carvalho Arbitre vidéo : Mahmoud Ashour | Arbitrage : Hélder Martins de Carvalho Arbitre vidéo : Mahmoud Ashour |
| 9 janvier 2022 20h00 WAT | Bayeh 9e, 12e · Tamene 39e | Rapport | 25e Rodrigues | Arbitrage : Hélder Martins de Carvalho Arbitre vidéo : Mahmoud Ashour | Arbitrage : Hélder Martins de Carvalho Arbitre vidéo : Mahmoud Ashour |

| 13 janvier 2022 | Cap-Vert     | 0 - 1   | Burkina Faso | Stade de football d'Olembe, Yaoundé |                       |
| 20h00 WAT       |              | (0 - 1) | 39e Bandé    | Arbitrage : Amin Omar               | Arbitrage : Amin Omar |
| 20h00 WAT       | Fortes 90+2e | Rapport | 83e B. Touré | Arbitrage : Amin Omar               | Arbitrage : Amin Omar |

| Match 25                  | Cap-Vert      | 1 - 1   | Cameroun                 | Stade de football d'Olembe, Yaoundé                    |                                                        |
| 17 janvier 2022 17h00 WAT | Rodrigues 53e | (0 - 1) | 39e Aboubakar            | Arbitrage : Sadok Selmi Arbitre vidéo : Haythem Guirat | Arbitrage : Sadok Selmi Arbitre vidéo : Haythem Guirat |
| 17 janvier 2022 17h00 WAT | Diney 65e     | Rapport | 45+1e Fai · 81e Anguissa | Arbitrage : Sadok Selmi Arbitre vidéo : Haythem Guirat | Arbitrage : Sadok Selmi Arbitre vidéo : Haythem Guirat |

### Phase à élimination directe
Le Cap-Vert se qualifie pour les huitièmes de finale en faisant partie des quatre meilleurs troisièmes de la phase de groupe. Il affrontera le Sénégal.
| Match 41                  | Sénégal | 2 - 0   | Cap-Vert | Stade omnisports de Bafoussam, Bafoussam                       |                                                                |
| 25 janvier 2022 17h00 WAT | Mané 63e · Dieng 90+2e | (0 - 0) | | Arbitrage : Lahlou Benbraham Arbitre vidéo : Mehdi Abid Charef | Arbitrage : Lahlou Benbraham Arbitre vidéo : Mehdi Abid Charef |
| 25 janvier 2022 17h00 WAT | N. Mendy 72e | Rapport | 21e Andrade · 57e Vozinha · | Arbitrage : Lahlou Benbraham Arbitre vidéo : Mehdi Abid Charef | Arbitrage : Lahlou Benbraham Arbitre vidéo : Mehdi Abid Charef |
| 25 janvier 2022 17h00 WAT | É. Mendy - S. Ciss (Ballo-Touré 82e, Mbaye 90e), A. Diallo, Koulibaly , B. Sarr - P. Gueye (Lopy 82e), N. Mendy, I. Gueye - Mané (Dieng 70e), Diédhiou, Dia | Équipes | Vozinha - Stopira, Pico (Diney 46e), S. Fortes - D. Tavares (N. Borges 69e), Rocha Santos (J. Tavares 75e), Andrade, J. Fortes - Monteiro, Mendes (L. Semedo 75e), Rodrigues (Rosa 59e) | Arbitrage : Lahlou Benbraham Arbitre vidéo : Mehdi Abid Charef | Arbitrage : Lahlou Benbraham Arbitre vidéo : Mehdi Abid Charef |

### Statistiques

#### Buteurs
| Buts | Joueurs         | Adversaires  |
| ---- | --------------- | ------------ |
| 1    | Garry Rodrigues | Cameroun (1) |
| 1    | Júlio Tavares   | Éthiopie (1) |